# Trzeszczany (gemeente)
De gemeente Trzeszczany is een landgemeente in het Poolse woiwodschap Lublin, in powiat Hrubieszowski.
De zetel van de gemeente is in Trzeszczany (tot 1999 Trzeszczany Pierwsze).
Op 30 juni 2004 telde de gemeente 4738 inwoners.

## Oppervlakte gegevens
In 2002 bedroeg de totale oppervlakte van gemeente Trzeszczany 90,17 km², waarvan:
- agrarisch gebied: 80%
- bossen: 13%

De gemeente beslaat 7,1% van de totale oppervlakte van de powiat.

## Demografie
Stand op 30 juni 2004:
| Omschrijving                   | Totaal | Totaal | Vrouwen | Vrouwen | Mannen | Mannen |
| ------------------------------ | ------ | ------ | ------- | ------- | ------ | ------ |
| eenheid                        | aantal | %      | aantal  | %       | aantal | %      |
| inwoners                       | 4738   | 100    | 2437    | 51,4    | 2301   | 48,6   |
| bevolkingsdichtheid (inw./km²) | 52,5   | 52,5   | 27      | 27      | 25,5   | 25,5   |

In 2002 bedroeg het gemiddelde inkomen per inwoner 1219,79 zł.

## Administratieve plaatsen (sołectwo)
Bogucice, Drogojówka, Józefin, Korytyna, Leopoldów, Majdan Wielki, Mołodiatycze, Nieledew, Ostrówek, Trzeszczany (sołectwa: Trzeszczany I en Trzeszczany II), Zaborce, Zadębce, Zadębce-Kolonia.

## Overige plaatsen
Kąty, Kolonia, Łozy, Makowiec, Mikołajówka, Pawłówka, Popówka, Sadzonka, Zagroble, Zamłynie, Zaolzie.

## Aangrenzende gemeenten
Grabowiec, Hrubieszów, Miączyn, Uchanie, Werbkowice